# مهندسون بلا حدود (لبنان)
مهندسون بلا حدود هي مجموعة غير ربحية مكونة من مهندسين يكرسون جهودهم للعمل العام والتنمية المستدامة، وتهدف المجموعة إلى مساعدة المجتمعات المحرومة في جميع أنحاء لبنان.

## النشأة
تأسست مجموعة مهندسون بلا حدود بدايةً كمجموعة معترف بها تعمل تحت إشراف وثيق من قبل وكالة مهندسون بلا حدود الدولية والتي تمثل جماعة غير ربحية تأسست في شهر تشرين الثاني عام 2002 في ولاية كولورادو في الولايات المتحدة الأمريكية، ولها مكاتب إقليمية في كل من المكسيك والهند وبلجيكا ومصر.
يوجد لدى مهندسون بلا حدود فروع جامعية في أفضل الجامعات اللبنانية من أجل السماح لطلاب تخصصات الهندسة بالانضمام إلى المجموعة والمشاركة في أنشطة التطوير الهندسية. هناك أكثر من 250 طالب كأعضاء في فروع المجموعة في جامعة سيدة اللويزة والجامعة الأمريكية في بيروت والجامعة اللبنانية الأمريكية وجامعة البلمند، وكان أول فرع قد تأسس في عام 2011 بدعم وإشراف من قبل كلية الهندسة في الفرع الرئيسي لجامعة سيدة اللويزة في ذوق مصبح.
تم تأسيس مهندسون بلا حدود من اجل استغلال المعرفة الهندسية ومهارات أعضائها لتعزيز التنمية المستدامة.

## الأنشطة المختارة

### تربية النحل من أجل تخفيف وطأة الفقر والمعيشة الريفية المستدامة
تسعى مهندسون بلا حدود لتحقيق التنمية في المناطق الريفية الزراعية في لبنان، ويهدف مشروع «تربية النحل من أجل التخفيف من وطأة الفقر والمعيشة الريفية المستدامة» لدعم الأسر الفقيرة في المناطق الريفية من خلال تعريفها بمفهوم تربية النحل وتزويدها بالتعليم والدعم المالي والفني في هذا المجال. يستهدف المشروع أفقر المناطق في البلاد، ويعتبر الأسر فيها ذات إمكانيات جيدة ولكنها لا تحظى بالقدرات المالية والتقنية، وتعمل على مساعدتهم من أجل إيجاد مصدر دخل إضافي من دون أي مخاطر تُذكر.

### محاضرات التوعية البيئية
يتعاون الطلاب المنتسبين إلى مهندسون بلا حدود في الجامعة الأمريكية في بيروت وجامعة سيدة اللويزة وجامعة البلمند والجامعة الأمريكية اللبنانية لمساعدة المحتاجين في سيسوبيل. يهدف المشروع إلى تنفيذ حلول من أجل توفير الطاقة في مقر سيسوبيل في عينطورة، وقد تم تنفيذه بالاشتراك مع شركة سولار وورلد الخاصة التي قامت بتزويد مصابيح LED الموفرة للطاقة وسخانات المياه التي تعمل بالطاقة الشمسية.

## المشاركة في مؤتمر SEEM عام 2010
قامت مجموعة مهندسون بلا حدود في الفترة الممتدة بين 3-6 آذار عام 2010 وممثلة بمؤسسها ورئيسها بالنيابة السيد نادر الحاج شحادة بالظهور لأول مرة ضمن شبكة مهندسون بلا حدود الدولية في اجتماعها السنوي الثاني لمنطقة شرق البحر الأبيض المتوسط والذي عقد في لارنكا في قبرص تحت عنوان «الهندسة المستدامة في شرق البحر الأبيض المتوسط». وقد تم تقديم مهندسون بلا حدود اللبنانية إلى المجموعات الأخرى وجرى مناقشة الخطط المستقبلية مع المشاركين.

## تطوير مضخة مياه "Turbocycler I" التي تعمل بالطاقة البشرية
طور فريق مهندسون بلا حدود في لبنان دراجات فريدة من نوعها ومتعددة الأغراض تُستخدم للركوب وضخ المياه وتوليد الكهرباء، وقد تم تطوير Turbocycler I لتكون أداة تعرض عملية توليد الطاقة بشكل مستقل في أشكالها الميكانيكية والكهربائية.
تم تصميم النموذج باستخدام دراجة جبلية قديمة موصولة مع مضخة طرد مركزي تبلغ قوتها 0.5 حصان، وتم ربطها بعجلة الإطار الخلفي من خلال سلسلة معدنية.